# Fíti
Fíti (grec moderne : Φοίτη) est un village de Chypre situé dans le district de Paphos et comptant plus de 150 habitants.